# Mauro Laurenti
Mauro Laurenti (Roma, 2 luglio 1957) è un fumettista italiano.

## Biografia
Dopo la maturità artistica e l'Accademia delle Belle Arti, inizia a lavorare presso lo Studio Leonetti e a collaborare con Renzo Barbieri per Donna Blu.
Disegna in seguito per alcune testate delle Edizioni Acme tra cui Splatter, Mostri e Torpedo, collaborando poi con lo studio di animazione di Vito Lo Russo, che per esso realizza uno story-board di Zagor, grazie al quale riuscirà a entrare in contatto con la Sergio Bonelli Editore, iniziando una collaborazione con la casa editrice milanese che dura tutt'oggi.
Attualmente Laurenti è autore di Zagor e Dampyr.

## Bibliografia

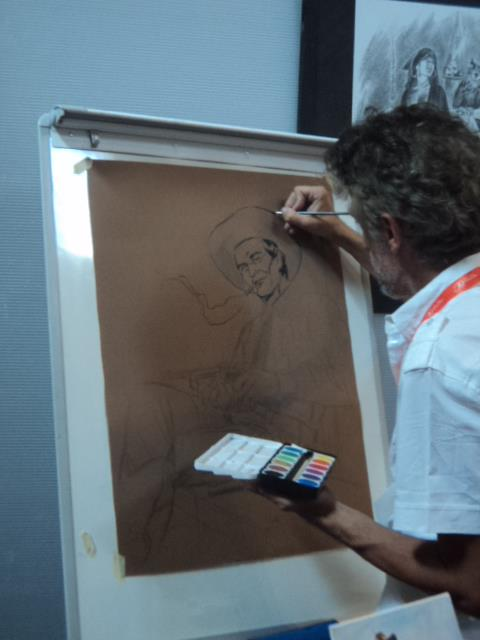
Mauro Laurenti mentre disegna Tex a Narnia Fumetto 2012

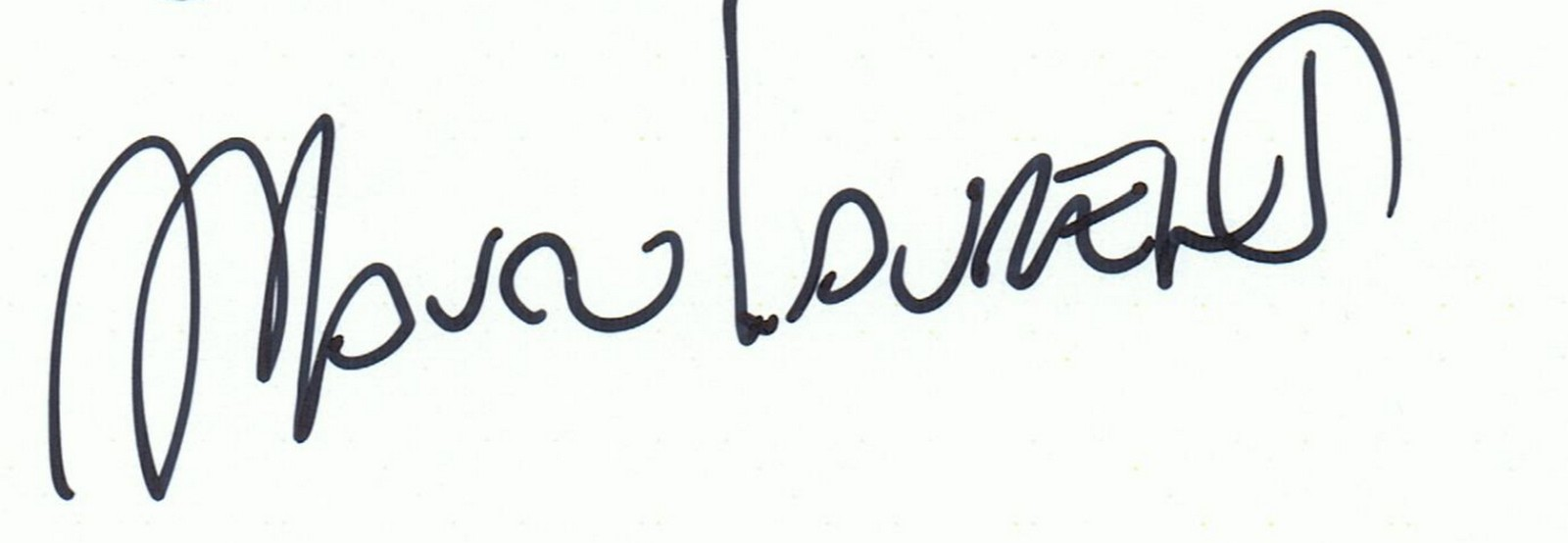
Firma di Mauro Laurenti

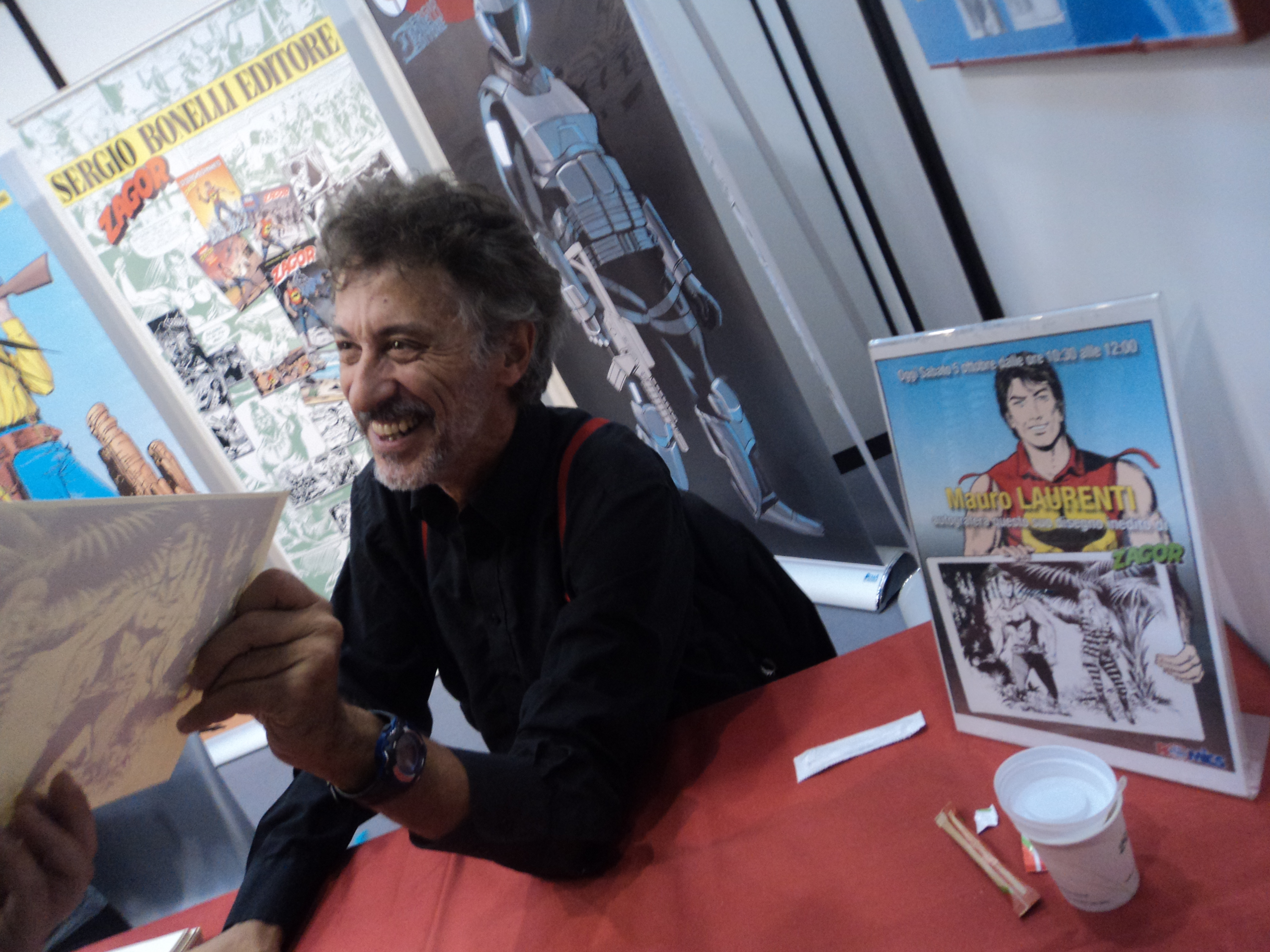
Mauro Laurenti il 5 ottobre 2013 al Romics 2013